# Jutta Hertlein
Jutta Hertlein (* 25. Dezember 1939 in Berlin) ist eine ehemalige deutsche Politikerin (SPD).
Hertlein ging zunächst in Berlin-Friedrichshain zur Schule. 1959 machte sie ihr Abitur in Nordrhein-Westfalen, gefolgt von einem Studium und Zeitungsvolontariat in Heidelberg. 1965 zog sie wieder nach Berlin. Hertlein besuchte einen Fernstudiengang der Freien Universität im Bereich Weiterbildung für Journalisten. Von 1977 bis 2000 war sie Redakteurin bei der Zeitschrift test, danach war sie es freiberuflich.
Hertlein wurde 1976 Mitglied der SPD. Sie hatte verschiedene Funktionen in der Partei inne, zuletzt war sie Kreisdelegierte und stellvertretende Abteilungsvorsitzende. Sie war Bürgerdeputierte im Bezirk Steglitz im Bereich der Volksbildung, gehörte der Bezirksverordnetenversammlung Steglitz an und war dort stellvertretende Fraktionsvorsitzende. Ebenfalls war sie Beisitzerin im Ausschuss für Kriegsdienstverweigerung. Von 1995 bis 1999 und wieder von 2001 bis 2006 war sie Mitglied im Abgeordnetenhaus von Berlin. 2001 wurde Hertlein im Wahlkreis Steglitz-Zehlendorf 3 direkt gewählt. Im Abgeordnetenhaus saß sie im Ausschuss für Stadtentwicklung und Umweltschutz, im Petitionsausschuss sowie im Unterausschuss Datenschutz. In beiden Legislaturperioden war sie verbraucherpolitische Sprecherin ihrer Fraktion.